# Isla del río Cuale

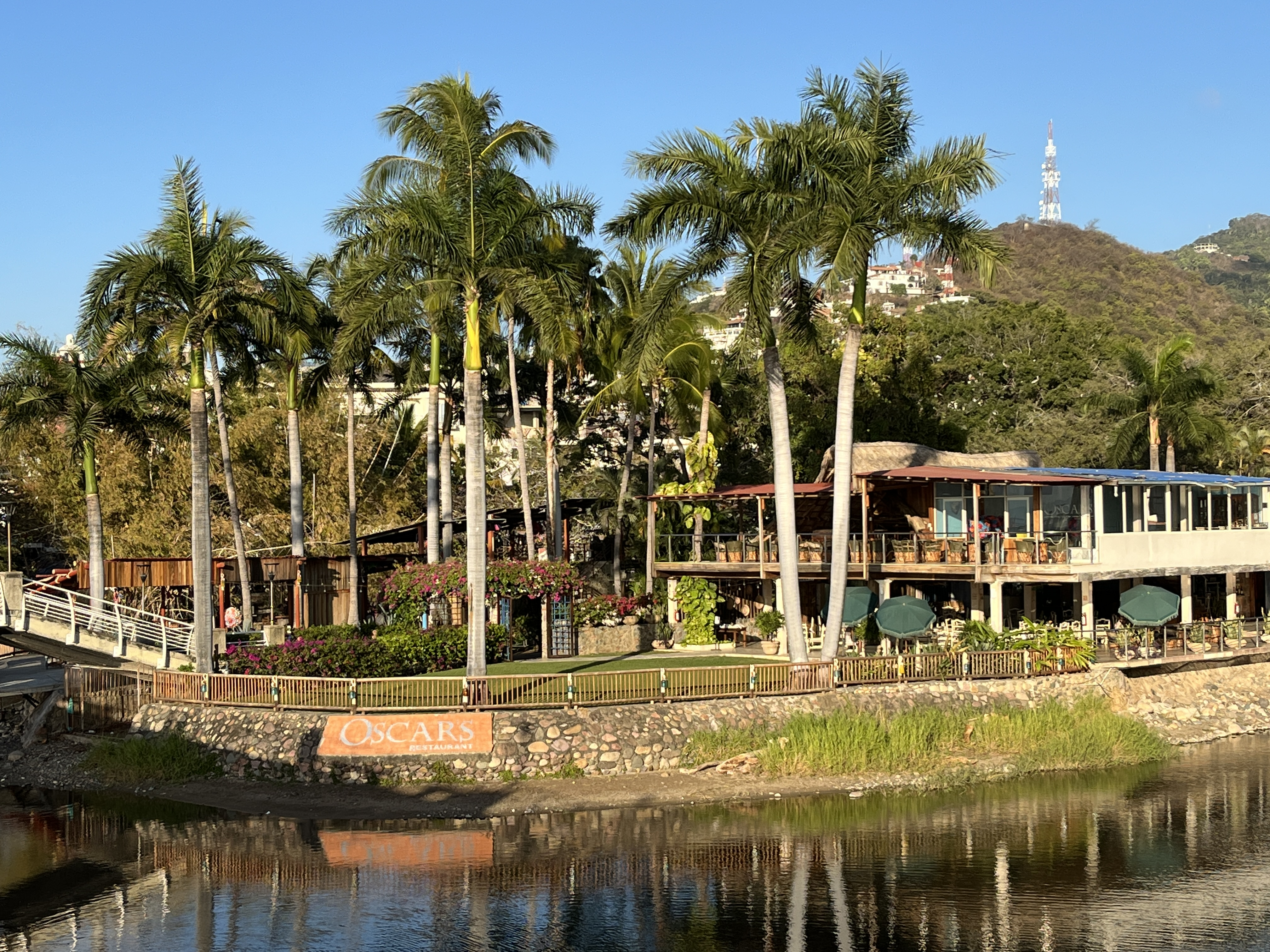
Isla Cuale

La Isla del Río Cuale (también conocida como Isla Cuale) es un parque público ubicado en Puerto Vallarta, en el estado mexicano de Jalisco. Recibe su nombre del río que pasa por la zona, el cual nace a unos 40 kilómetros. El río, a su vez, recibe su nombre de un antiguo pueblo minero.
Está ubicado en una isla creada en 1926 (originalmente conocida como Isla de Santa Clara e Isla de Los Niños), a consecuencia de una crecida del río. Fue habilitado como parque público y área de recreación en la década de 1970.
En la isla también hay restaurantes y puestos de artesanías, así como un museo con una pequeña colección de objetos prehispánicos.